# 曼島國民軍
曼島國民軍是在第二次世界大戰期間為了曼島的本土防禦而組建的。曼島國民軍由一群步兵組成。需要指出的是，在英國王室屬地沒有正規軍的存在。因此曼島國民軍從嚴格意義上來說不算正規軍。